# اوچ‌بلاغ
اوج‌بلاغ یکی از روستاهای استان آذربایجان شرقی است که در دهستان گاودول شرقی بخش مرکزی شهرستان ملکان واقع شده‌است این روستا دارای آب وهوای خشک کوهستانی دارد.